# Imabari
Imabari (jap. 今治市 -shi) ist eine Stadt in der Präfektur Ehime in Japan.

## Geografie
Imabari erstreckt sich im Norden der Takanawa-Halbinsel der Insel Shikoku sowie über die durch die Kurushima-Straße davon getrennten Kurushima- (siehe auch Kurushima) und Ochi-Inseln.

## Sehenswürdigkeiten

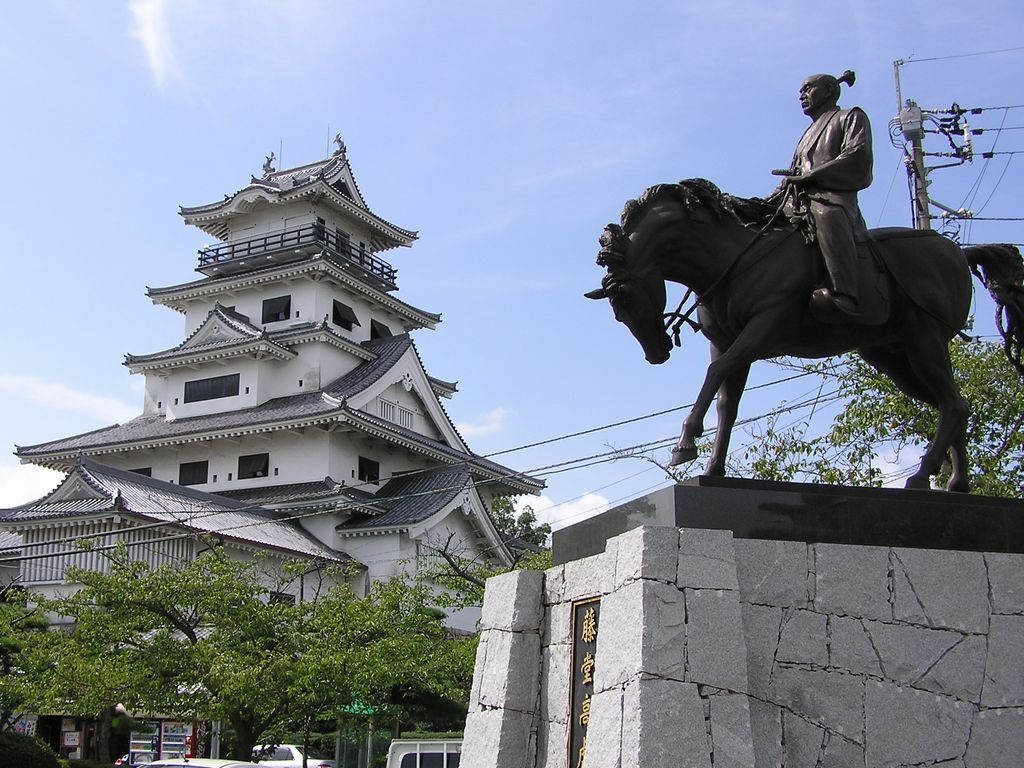
Tenshu der Burg Imabari-jō und Statue des Tōdō Takatora

Imabari kann wegen seiner strategischen Lage auf eine lange Geschichte zurückblicken. Die Burg Imabari im heutigen Stadtzentrum, deren Wassergraben mit dem Meer verbunden ist, ist eine der wenigen Wasserburgen Japans. Sie wurde 1604 zu Beginn der Edo-Zeit von dem örtlichen Daimyō Tōdō Takatora errichtet. Nach der Meiji-Restauration ließ die neue Regierung ab 1873 alle Gebäude der Burg zerstören. Erst 1980 wurde der Donjon (Tenshu) von der Stadtverwaltung wieder aufgebaut. Es handelt sich allerdings nur um eine Rekonstruktion aus Beton, die den äußeren Anschein imitiert. Das Innere bietet Raum für verschiedene Ausstellungen, bzgl. Rüstungen, Waffen und Schriftstücken und beheimatet ebenso das Naturkundemuseum der Stadt.

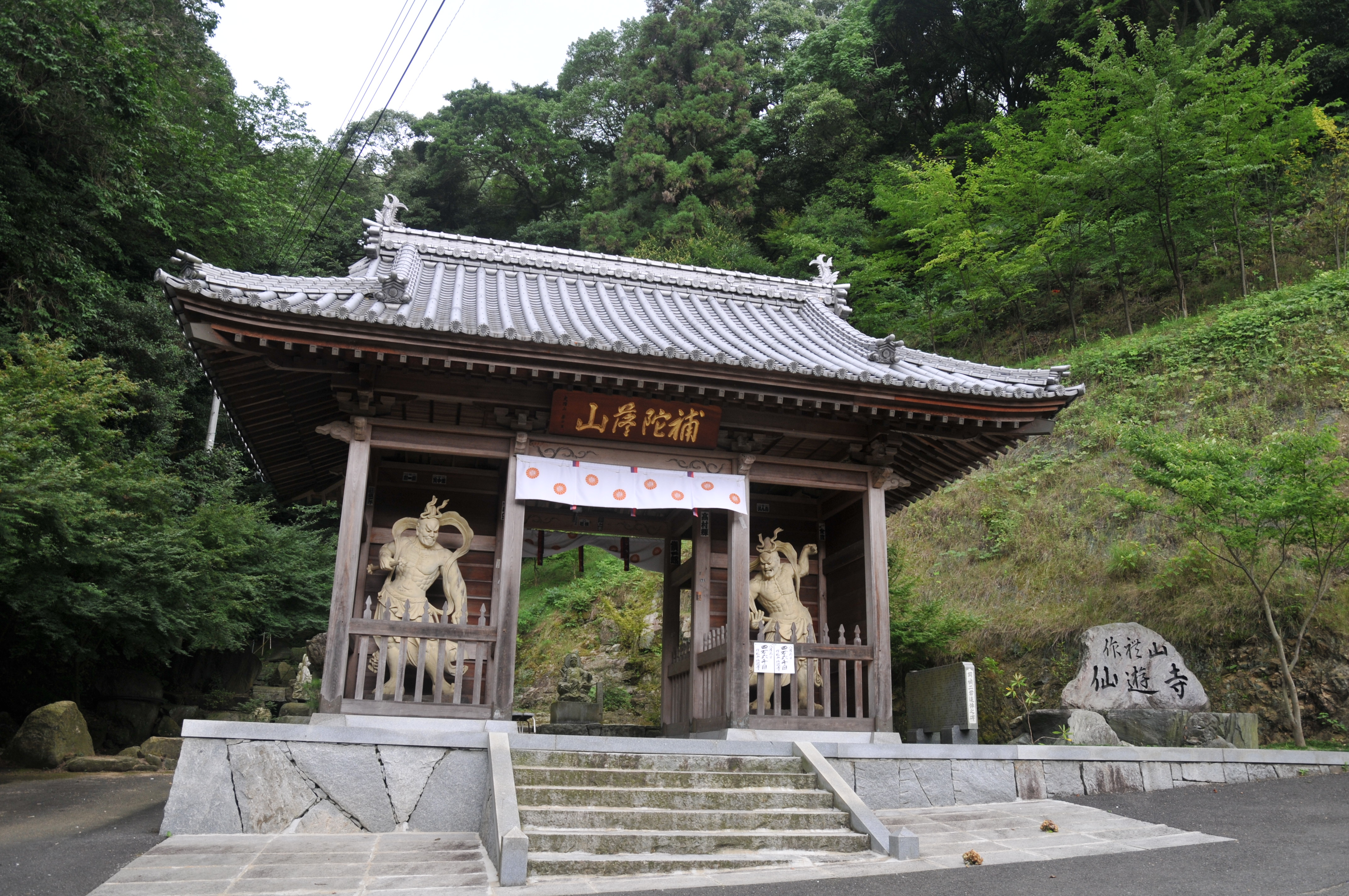
Sen’yū-ji (仙遊寺)

Von den 88 Stationstempeln des traditionsreichen buddhistischen Shikoku-Pilgerweges liegen sechs, Nr. 54–59, in Imabari.

## Verkehr
Große Bedeutung für die Stadt hat die Nishiseto-Autobahn (auch Shimanami-kaidō genannt), die Imabari über insgesamt zehn Brücken und mehrere kleinere Inseln in der Seto-Inlandsee mit Onomichi in der Präfektur Hiroshima verbindet. 1999 nach 24 Jahren Bauzeit eröffnet, ist dieses Brückensystem das dritte zwischen Honshū und Shikoku nach Seto-Ōhashi (Eröffnung 1988) und der Kōbe-Awaji-Naruto-Autobahn (Eröffnung 1998).
Imari liegt außerdem an der von JR Shikoku betriebenen Yosan-Linie von Takamatsu nach Uwajima.

## Wirtschaft
Ein wirtschaftlicher Schwerpunkt der Stadt ist neben dem Fischereihafen und der Nahrungsmittelindustrie die Holzverarbeitung.
Imabari ist auch ein Zentrum der Baumwollverarbeitung mit Spezialisierung auf Handtücher, für die es auch international bekannt ist. Diese begann 1894 als Abe Heisuke neue Baumwoll-Webmaschinen einführte. Als die heimische Produktion durch billigere ausländische Konkurrenz an Marktanteilen verlor, überlebte die Handtuch-Produktion in Imabari durch ihre Konzentration auf qualitativ hochwertigere Produkte und Einführung eines Gütesiegels, sodass 2010 etwa 50 % der heimischen Gesamtproduktion aus Imabari kam.
Imabari ist der Hauptsitz des größten japanischen Schiffbauunternehmens Imabari Shipbuilding (japanisch 今治造船株式会社, Imabari Zōsen Kabushiki-gaisha).

## Städtepartnerschaften
- Panama-Stadt

## Söhne und Töchter der Stadt
- Katagami Noboru (1884–1928), Literaturkritiker
- Yano Tetsuzan (1894–1975), Maler
- Takashi Ochi (1934–2010), Mandolinenvirtuose
- Hajime Sorayama (* 1947), Maler
- Toshinori Kondō (1948–2020), Trompeter und Jazzmusiker
- Nagai Kenji (1957–2007), Fotojournalist
- Yozo Hirano (* 1985), Filmproduzent und Weltraumtourist
- Kanta Kondō (* 1993), Fußballspieler
- Takatara Kondo (* 1997), Fußballspieler
- Hikaru Umakoshi (* 2005), Fußballspieler
- Taisei Takase (* 2003), Fußballspieler

## Angrenzende Gemeinden
- Matsuyama
- Saijō
- Tōon